# 선택적 함묵증
선택적 함묵증(選擇的 緘默症，selective mutism, SM) 혹은 선택적 함구증은 다른 경우에는 말을 잘하지만 특정 상황이나 장소, 사람 앞에 노출될 때에 말을 하지 못하는 불안 장애(anxiety disorder)를 말한다. 말을 못하게 하는 특정 상황, 장소, 사람은 일종의 트라우마 트리거(trauma trigger)로 작용한다. 이는 경직 반응(freeze response)이 원인이다. 선택적 함묵증은 사회 불안 장애(social anxiety disorder)가 동반한다. 선택적 함묵증이 있는 사람은 수치, 사회적 외면(social ostracism), 처벌과 같은 것이 침묵의 결과로 발생할 때에도 침묵한 채로 있는다.

## 출현율
DSM-IV에는 1%이하, 보통 5세 이전에 발병하며 여아에게 더 흔하게 나타난다. 이 증상은 주로 몇 달 정도 지속되지만, 때로는 더 오래 지속되기도 하고, 심지어 몇 년 동안 계속될 수도 있다.

## 진단 기준
선택적 함묵증을 보이는 아동과 성인은 말을 잘하고 이해도 잘 하지만, 말해야 하는 특정 상황에서 말을 완전히 못하게 된다. 이러한 행동은 수줍음이나 무례함으로 비춰질 수도 있다. 아동의 경우 수년 간 학교에서 완전히 침묵을 유지하지만, 집에서는 자유롭게 혹은 과도할 정도로 말을 하게 된다. 이러한 사람들 사이에는 위계적 변형(hierarchical variation)이 존재하기도 한다. 일부는 활동에 전적으로 참여하고 사회적으로 보이지만 말을 하지 않으며, 일부는 또래 친구에게만 말할 뿐 어른에게는 말하지 않으며, 일부는 짧은 답변을 요구하는 질문을 받으면 어른에게 말하지만 친구에게는 말하지 않는 경우도 있고, 일부는 주어진 몇몇 활동에 참여하지만 아무에게도 말하지 않는 경우도 있다. '진행성 함묵증(progressive mutism)'이라고 불리는 몇몇 경우, 가족을 포함한 어떠한 사람에게도 더 이상 말하지 않을 정도로 장애가 진행되기도 한다.
DSM-5 기준에 의하면, 다음과 같은 증상이 보이는 경우 선택적 함묵증이라고 한다.
- 다른 상황에서는 말하지만 특정 사회적 상황(학교에서 말하는 것)은 말하기가 지속적으로 어려움
- 장애가 교육적 직업적 달성이나 사회적 소통에 지장을 줌
- 장애의 지속이 최소 1개월(입학 후 첫 달에 국한되지 않음)
- 말하는 것의 어려움이 사회적 상황에서 요구되는 구어적 지식이 부족한 것이 아님
- 아동기 발생 유창성 장애(childhood-onset fluency disorder)와 같은 의사소통 장애(communication disorder)라고도 할 수 없고, 자폐 스펙트럼 장애(autism spectrum disorder) 환자나 조현병(schizophrenia) 등의 정신 장애를 앓고 있는 환자에게만 일어나는 것도 아님

참고로, 아래는 DSM-5 이전 버전인 DSM-IV에 따른 선택적 함묵증의 진단 기준이다.
1. 다른 상황에서는 말을 할 수 있지만 특정한 사회적 상황(예를 들면, 말하기가 요구되는 상황이나 학교 등)에서는 지속적으로 말을 하지 못한다.
2. 장애가 학업적, 직업적 성취나 사회적 의사소통을 저해한다.
3. 장애의 기간이 적어도 1개월은 지속되어야 한다.(입학 후 처음 1개월은 포함되지 않는다.)
4. 말을 하지 못하는 이유가 사회 생활에서 요구되는 언어에 대한 지식이 없거나 그 언어에 대한 불편과 관계가 없는 것이어야 한다.
5. 장애가 말더듬과 같은 의사소통 장애로 설명되지 않아야 하고 전반적(광범위성) 발달장애, 정신분열증, 다른 정신병적 장애의 기간 중에만 발생되지 않아야 한다.

선택적 함묵증은 사회 불안 장애(social anxiety disorder)와 같은 다른 불안 장애와 연관 있다. 사실 선택적 함묵증을 가진 아동 대부분은 사회 불안 장애를 가지고 있기도 하다.(두 연구의 참가자의 100%, 다른 연구 참가자의 97%). 따라서 일부 연구자는 선택적 함묵증이 사회 불안 장애 아동의 하위 그룹이 사회적 상황에서의 불안을 줄이기 위하여 사용하는 회피전략(avoidance strategy)으로 보기도 한다.
특히 어린 아이들에게 선택적 함묵증은 자폐 스펙트럼 장애와 맞물리기도 한다. 특히 진단자가 주변에 있을 때에 아동이 뒤로 빼는 행동을 하면 잘못된 진단과 치료를 내릴 수 있다. 비록 많은 자폐 환자가 선택적 함묵증을 보이지만, 이들은 자기 자극 행동(stimming), 반복적 행동, 사회적 고립(가족 내에서도)과 같은 다른 행동을 보이기도 한다. 이러한 행동은 자폐 환자와 선택적 함묵증만을 가진 아동을 구분한다. 일부 자폐 환자는 낯선 사회적 상황으로 선택적 함묵증을 보이기도 한다. 함묵증이 순전히 자폐 스펙트럼 장애로 인하여 발생한 것이라면, 위의 리스트의 마지막 항목에 언급되었듯이 선택적 함묵증으로 진단될 수 없다.
이전 명칭 선발적 함묵증(elective mutism)의 함의는 특정 상황에서 이들이 침묵을 선택한다라고 하는 정신의학자들의 일반적인 오해를 품고 있지만, 사실 이들은 말하기 바라면서도 말하지 못하는 것이다. 선택적 함묵증의 비자발성을 반영하고자, 1994년 '선택적 함묵증(selective mutism)'이라고 바뀌었지만, 일부는 새로운 이름이 특정 상황에서 발생하는 것이 아니라 환자가 행동을 선택하는 것이라는 믿음을 촉진한다는 점에서 '상황적 함묵증(situational mutism)'이라고 명칭을 변경할 것을 요구하고 있다.
발병률(incidence)은 확실하지 않다. 일반 대중의 이해도가 낮기에 대부분의 경우는 진단을 받지 않은 것으로 보인다. 보고된 경우의 수에 의하면, 보통 1000명당 1명, 즉 0.1%의 발병률을 보인다. 그러나 The Journal of the American Academy of Child and Adolescent Psychiatry에 발표된 2002년 연구에 의하면, 발병률은 0.71%로 보인다.

## 특징
이 장애를 가진 사람들은 특정 상황에 대한 두려움, 지나친 부끄러움, 강박, 분노 발작, 사회적 위축, 그리고 통제에 대하여 반항하는 행동(특히 집에서)을 보이기도 한다. 특히 이 증상은 문화적, 사회적 배경 및 연령에 영향을 많이 받는데 또래 놀림을 당하고 희생양이 되는 경우가 흔하다. 일반적으로 이 장애가 있는 아동들은 정상적인 언어 기술을 가지고 있으나 때로는 의사소통 장애(예:음성학적 장애, 표현성 언어장애 혼재 수용-표현성 언어장애) 또는 발음장애를 일으키는 일반적인 의학적 상태가 동반되기도 하며 불안장애(특히 사회공포증), 정신지체, 입원, 또는 극심한 심리 사회적 스트레스와 연관되어 있기도 한다.

## 원인
1. 정신분석이론 : 주로 정신분석이론에 입각한 원인으로는 구강기의 지나친 억압의 결과로 의존성, 버림받지 않을까 하는 공포심과 관계가 있다.
2. 외상론 : 아동의 신체적 또는 성 학대와 관계가 있다는 원인으로서 외상성 함구증(traumatic mutism)이라고도 불린다. 부모의 폭력, 특히 언어발달의 중요한 시기에 받게 되는 얼굴이나 입 주변의 외상과도 관계가 있다.
3. 체질적 또는 기질적 요인 : 태어날 때의 성격상의 특성과 관계가 깊다는 원인으로 어렸을 때의 지나친 수줍음 또는 가족내에서 지나친 수줍음 등을 원인의 일부로 보는 견해다.
4. 분리불안 : 어머니와의 강한 정신적인 유대로 말미암아 어머니와 분리되었을 때 함구증을 나타내는 경우이다.
5. 가족의 정신병리 : 부부간의 불화, 어머니의 우울증, 부모의 과잉보호, 가족들간의 지나친 의존심, 사회적 고립, 가족 상호간의 불신감 등이 원인으로 작용할 수 있다.
6. 신경발달학적 요인 : 일부 집단에서는 정신지체와 관련되기도 하고, 일부 집단에서는 대화장애, 유뇨증, 유분증과 함께 나타날 수 있다거나, 뇌파검사의 이상 소견이 일부 아동들에게 발견된다는 소견은 이러한 원인을 뒷받침해 준다고 할 수 있다.
7. 염색체 이상 : Simon 등은 1997년 18번 염색체 이상소견을 보고한 바 있다.

## 치료 및 중재
치료는 행동치료, 심리치료, 약물치료, 가족치료 등 아동의 상태에 따라서 여러 가지 방법이 적용될 수 있다. 치료자가 취해야 할 기본적인 태도는 아동 자신으로 하여금 자신이 정상적으로 말을 할 수 있는 능력이 있다는 확신을 갖도록 도와주는 태도다. 초기단계에서는 제스처 등 비언어성 대화를 하도록 하고, 점차 한 단어로 대답하는 간단한 반응을 보이도록 유도하면서 점차 복잡한 문장으로 대화할 수 있도록 도와준다. 동반된 불안 또는 우울이 있는 경우에는 나이에 따라서 놀이치료 또는 정신치료가 도움을 받을 수 있고, 부모-자녀 관계, 특히 어머니와의 공생관계에 있는 경우에는 분리-개별화 과정을 도와주어야 한다. 언어의 발달에 장애가 있다고 판단되는 경우에는 언어치료를 시행하여야 한다. 약물치료로는 페넬진이 시도된 바 있고, 최근에는 플루옥세틴에 의해 효과가 있었다는 보고도 있다. 극심한 경우에는 입원치료가 필요하다.
- 페넬진(phenelzine, 모노아민산화효소 저해제)

우울증 치료에 사용되는 합성 모노아민산화효소 저해제이다. 다른 모노아민산화효소 저해제와 마찬가지로 감정자극과 관계 있는 뇌신경전달물질인 노르에피네프린이 효소에 의해 분해되는 것을 막으며 치료를 시작한 뒤 2주 후에 약효가 서서히 나타나지만 간에 손상을 준다는 부작용이 있다.
- 플루옥세틴(Fluoxetine)

플루옥세틴은 선택적 세로토닌 재흡수 억제제 계열의 항우울제이다. 우울증, 강박성 장애(성인, 소아과 인구 둘 다 해당), 폭식증, 신경성 무식욕증, 공황장애, PMDD(월경 전의 불쾌한 기분)의 치료에 승인을 받은 상태이다.

## 참고 문헌
1. 김미경, 문장원, 서은정, 윤점룡, 윤치연. 《정서 및 행동 장애아 교육》. 학지사. 2007.
2. 김청송.《정신장애 사례연구 : DSM-IV를 중심으로》. 학지사. 2002.
3. William L. Heward. 김진호, 박재국 방명애 번역. 《최신특수교육》. 시그마프레스. 2007.

## 같이 보기
- 페넬진
- 플루옥세틴
- 학습 장애